# گریس جورج
گریس جورج (انگلیسی: Grace George؛ ۲۵ دسامبر ۱۸۷۹ – ۱۹ مه ۱۹۶۱) بازیگر تئاتر اهل ایالات متحده آمریکا بود. وی در دو فیلم سینمایی نیز ایفا نقش کرده است.